# Gymnasium Antonianum Vechta
Das Gymnasium Antonianum Vechta (GAV) ist ein allgemeinbildendes Gymnasium in Vechta (Niedersachsen).

## Überblick

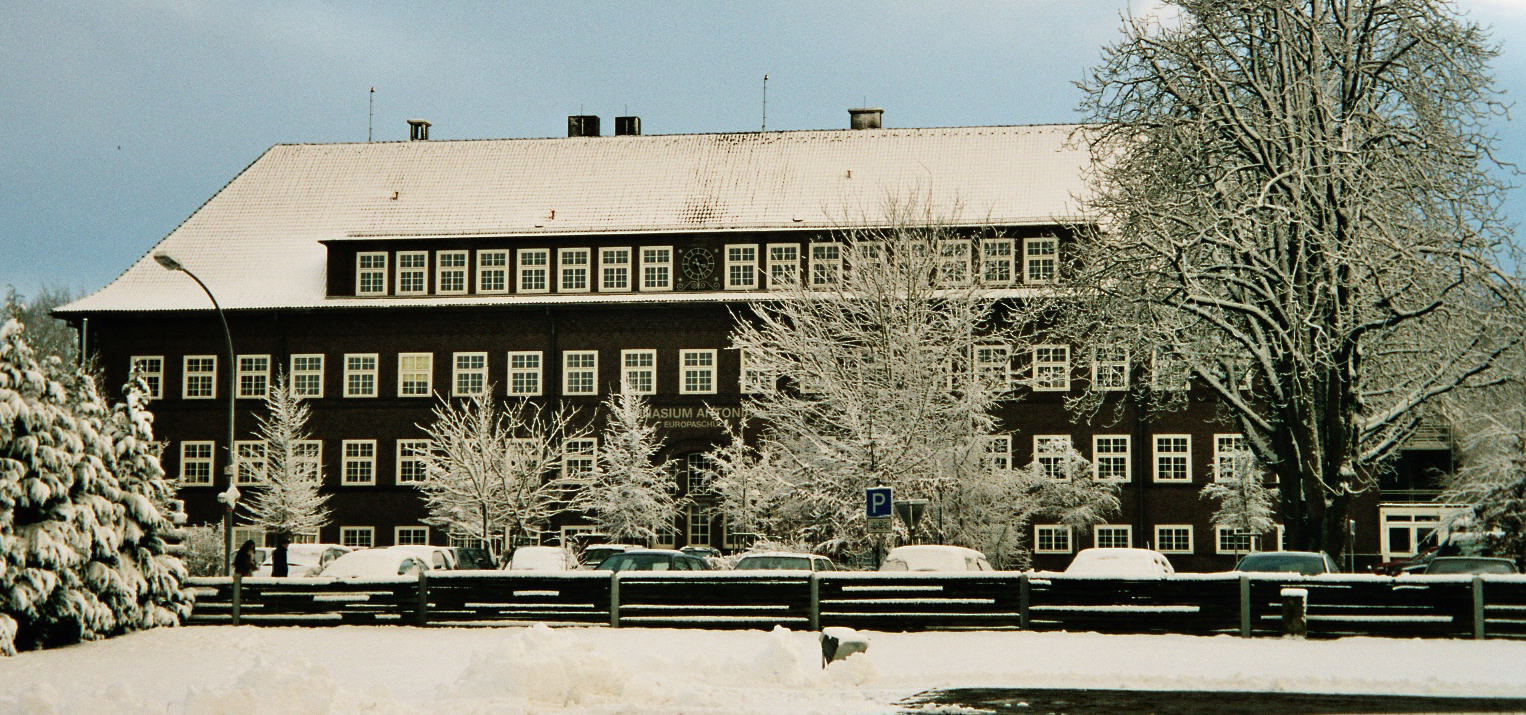
Hauptgebäude des Gymnasiums

Die Schule ist das älteste Gymnasium des Oldenburger Münsterlandes und blickt auf eine 300-jährige Geschichte sowie auf den seitherigen von christlicher Grundhaltung geprägten Erziehungsauftrag zurück.
Der franziskanische Leitspruch „IUVENTUTI INSTITUENDAE“ („der Erziehung und Bildung der Jugend verpflichtet“) über dem Schulportal weist auf die Gründung und den Auftrag dieser Schule hin.
Der Namensgeber und Schutzpatron der Schule, der heilige Antonius von Padua, der im 13. Jahrhundert in vielen Städten Europas lebte und wirkte, kann besonders den Jugendlichen Leitbild sein, die Chancen in der Europaschule zu nutzen und mitzugestalten.

## Geschichte

### Das Klostergymnasium
Durch einen Vertrag mit der Stadt Vechta wurde die Klosterschule im Jahre 1719 zum Vollgymnasium ernannt.

### Das Großherzogliche Gymnasium
1937 bezog das Antonianum den seit 1928 errichteten Bau des neuen Schulgebäudes mit Turnhalle und Aula auf der ehemaligen Kälbermarsch (heute Willohstraße).

### Nach dem Zweiten Weltkrieg
Nach dem Zweiten Weltkrieg begann der Unterricht im Oktober 1945 in der unzerstörten Schule. Schon drei Jahre später richtete die Schule einen neusprachlichen und einen mathematischen Zug ein.
Seit 1965 besuchen erstmals seit Kriegsende wieder Mädchen das Antonianum, womit eine Zeit der regen Bautätigkeit begann.
Als erste Schule im Verwaltungsbezirk Oldenburg führte das Antonianum 1972 die Oberstufenreform in einem Schulversuch erfolgreich ein. Der Basketballverein Rasta Vechta, der aus einer Basketball-AG des Gymnasiums Antonianums entstand, wurde am 26. Juni 1979 gegründet.
1989 feierte die Schule aufgrund der inzwischen als falsch erkannten Annahme, sie sei bereits 1714 gegründet worden, ihr 275-jähriges Jubiläum.
Die wachsende Schülerschaft machte abermals umfangreiche Neu- und Anbauten erforderlich (Musikpavillon (1994), den Umbau des Lesesaals zu Klassenräumen (1998), den Anbau zwischen Europahaus und Niedersachsenhaus (2002), den Bau der Sternwarte (2003) sowie die Erweiterung des naturwissenschaftlichen Traktes mit der Mensa).

## Besondere Unterrichtsangebote
- Englisch, Französisch und Latein und Spanisch ab Klasse 6
- Bilingualer Unterricht in verschiedenen Fächern (Geschichte, Erdkunde, Politikwissenschaft)
- Wirtschaftslehre (inkl. Leistungskurse bzw. Kurse mit erhöhtem Niveau)
- Darstellendes Spiel in der Oberstufe
- Bläserklassen
- Ganztagsklassen in den Jahrgängen 5 und 6

## Europaschule Antonianum
- Austausch mit sieben Partnerschulen in ganz Europa
- Teilnahme an den verschiedenen Europa-Projekten
- Sprachprüfungsvorbereitung und -durchführung (CAE, DELE, DELF)

## Angebote außerhalb des Unterrichts
- Offene Ganztagsschule
- Breit gefächertes AG-Angebot, z. B. Astronomie (mit eigener Sternwarte)
- AG-Schwerpunkt Musical/Theater von Klasse 5–13
- Gymnasialkapelle „Das Blech“ (seit 1885)
- Begabungsförderung im Verbund mit Grundschulen
- Schulinterne Förderkonzepte
- Schulsanitätsdienst
- Ausstellung eines ICDL-Zertifikats im Rahmen einer AG

## Der Antoniuspreis
Jährlich wird am Donnerstag vor dem Antoniustag, der am 17. Juni zu Ehren des Namenspatrones der Schule begangen wird, der Antoniuspreis vom Förderverein der Schule an besonders sozial engagierte Schüler vergeben.

## Bekannte Direktoren
- 1831–1846: Franz Joseph Herold (1787–1862), Bischöflich Münsterscher Offizial

## Bekannte Lehrer
- Franz Heinrich Reinerding (1814–1880), am Antonianum von 1842 bis 1851; später Professor und Domherr in Fulda
- Theodor Niehaus (1820–1887), am Antonianum von 1851 an; Bischöflich Münsterscher Offizial
- Anton Stukenborg (1830–1890), am Antonianum von 1861 an; Bischöflich Münsterscher Offizial
- Hermann Jakob Dingelstad (1835–1911), am Antonianum 1873–1889; er nahm das Wappen von Vechta in sein Wappen als Bischof von Münster auf.
- Clemens Pagenstert (1860–1932), am Antonianum von 1896 an; Geistlicher und Heimatforscher
- Gerhard Tepe (1863–1922), am Antonianum von 1900 bis 1910; Priester und Bischöflicher Offizial
- Albert Maier (1873–1961), Lehrer am Antonianum; später Schulleiter in Köln
- Albert Sleumer (1876–1964), am Antonianum von 1909 bis 1916; katholischer Priester und Latinist
- Franz Teping (1880–1956), am Antonianum von 1911 bis 1914; später Ministerialbeamter und Schulleiter
- Heinrich Wempe (1880–1969), am Antonianum 1934 bis nach 1946; katholischer Geistlicher und als Politiker Mitglied des Landtages

## Bekannte Schüler
- Anton Siemer (1775–1843), katholischer Priester, Landdechant
- Franz Tappehorn (1785–1856), Jurist und Politiker, Abgeordneter der Frankfurter Nationalversammlung 1848/49
- Laurenz Reinke (1797–1879), römisch-katholischer Theologe
- Christian Ellerhorst (1802–1870), Rechtsanwalt und Abgeordneter des Oldenburger Landtags
- Carl Franz Nikolaus Bucholtz (1809–1887), oldenburgischer Politiker und Regierungspräsident des Fürstentums Lübeck
- Franz Heinrich Reinerding (1814–1880), Theologe und Hochschullehrer
- Bernard Neteler (1821–1912), katholischer Theologe und Schriftsteller
- Anton Bernhard Karl Hakewessel (1825–1915), preußischer Generalmajor und Kommandant von Glatz
- Carl Ludwig Niemann (1830–1895), Pfarrer, Historiker und Heimatforscher
- Karl Willoh (1846–1915), katholischer Theologe, Strafanstaltsgeistlicher, Heimatforscher, Historiker, Fachautor für Geschichte und Lehrbuchautor
- Bernhard Dinkgrefe (1858–1931), römisch-katholischer Prälat und ab 1901 Pastor primarius der Katholiken in Hamburg, Politiker (Zentrum), Mitglied der Hamburgischen Bürgerschaft
- Leopold Graf von Spee (1858–1920), Landrat
- Karl Tappenbeck (1858–1941), Politiker, Oberbürgermeister der Stadt Oldenburg
- Walter Buresch (1860–1928), Verwaltungsjurist
- Amandus Bahlmann (1862–1939), römisch-katholischer Ordensgeistlicher und Bischof in Brasilien
- Wilhelm Farwick (1863–1941), Politiker der Deutschen Zentrumspartei
- Anton Stegemann (1863–1931), katholischer Priester, Funktionär im Katholischen Arbeiterverein und Politiker (Zentrum)
- Gerhard Tepe (1863–1922), katholischer Priester und Offizial (1922) in Vechta
- Friedrich Mathias von Galen (1865–1918), Politiker, Reichstagsabgeordneter
- Paulus Maria von Loë (1866–1919), römisch-katholischer Ordensgeistlicher und Historiker
- Augustinus von Galen (1870–1949), Benediktinermönch, Priester und Gründer der Catholica Unio
- Ferdinand von Schorlemer (1870–1935), preußischer Landrat
- Josef Haßkamp (1874–1946), Politiker (Zentrum), Abgeordneter im Oldenburgischen Landtag
- Franz Sommer (1875–1954), katholischer Priester und NS-Gegner
- Alwin Reinke (1877–1949), Rechtsanwalt, Lokalpolitiker (Zentrumspartei) und Schriftsteller
- Clemens August Graf von Galen (1878–1946), 1933–1946 Bischof von Münster, Kardinal, Seliger
- Heinrich Schniers (1880–1942), katholischer Priester, NS-Opfer im KZ Dachau
- Franz Vorwerk (1884–1963), katholischer Priester und Offizial (1933–1940) in Vechta
- Theodor Hartz (1887–1942), Ordensgeistlicher (Salesianer Don Boscos) und Märtyrer,  NS-Opfer im KZ Dachau
- Fritz Strahlmann (1887–1955), Schriftsteller und Verleger
- August Wegmann (1888–1976), Jurist und Politiker (Zentrum, CDU), niedersächsischer Innenminister, Finanzminister sowie stellvertretender Ministerpräsident
- Anton Kohnen (1889–1985), Politiker (DVP), Landtagsabgeordneter im Freistaat Oldenburg, NSDAP-Funktionär
- Franz Uptmoor (1897–1978), römisch-katholischer Pfarrer
- Hilarius Albers O.P. (bürgerlich Theodor Wilhelm Albers; 1899–1971), Dominikanerpater; Missionar in China, Provinzial der Dominikaner in Ecuador und Deutschland
- Joachim Widera (1929–1994), Journalist
- Harald zur Hausen (1936–2023), Nobelpreisträger für Medizin
- Alfred Haverkamp (1937–2021), Historiker für Mittelalterliche und Neuere Geschichte
- Rolf Dieter Brinkmann (1940–1975), Schriftsteller
- Gerd Brinkhus (* 1943), Germanist und Bibliothekar
- Hajo Funke (* 1944), Politikwissenschaftler
- Werner Rösener (* 1944), Historiker, Professor für Mittlere und Neuere Geschichte an der Universität Gießen
- Paul Schockemöhle (* 1945), Springreiter und Unternehmer
- Uwe Bartels (* 1946), Landwirtschaftsminister von Niedersachsen und Bürgermeister von Vechta
- Ludger Gerdes (1954–2008), Künstler
- Thomas Bellut (* 1955), Intendant des ZDF
- Werner Kolhoff (* 1956), Journalist; 1989–1991 Pressesprecher des Berliner Senats
- Rainer Rother (* 1956), künstlerischer Direktor der Deutschen Kinemathek
- Bernhard Tönnies (* 1960), Bibliothekar, Handschriftenforscher und Historiker
- Peter Kossen (* 1968), römisch-katholischer Priester und Theologe, Prälat und Ständiger Vertreter des Bischöflichen Offizials im Offizialatsbezirk Oldenburg
- Burkhard Wilking (* 1970), Gewinner des Gottfried-Wilhelm-Leibniz-Preises 2009 im Bereich der Differentialgeometrie
- Kristian Kater (* 1983), Betriebswirt und Politiker (SPD), Bürgermeister von Vechta
- Pascal Mennen (* 1983), Politiker (Bündnis 90/Die Grünen), Abgeordneter im Niedersächsischen Landtag
- Alexander Bartz (* 1984), Politiker (SPD), Mitglied des Bundestages